# Seznam německých názvů obcí a osad v Česku, I
Tento seznam obsahuje německé názvy (exonyma) českých obcí začínajících na písmeno I.
Tento seznam by měl sloužit pro orientaci v starých písemných pramenech, mapách atd., nikoliv pro překlad českých názvů měst do němčiny. Většina z těchto německých názvů by při použití v současnosti byla nesrozumitelná.
| Český název       | Historická země | Okres       | Německý název                       | Poznámka |
| ----------------- | --------------- | ----------- | ----------------------------------- | -------- |
| Ivaň              | Morava          | Brno-venkov | Eibis                               |          |
| Ivaň              | Morava          | Prostějov   | Eiwan                               |          |
| Ivančice          | Morava          | Brno-venkov | Eibenschitz Eibenschütz             |          |
| Ivanovice na Hané | Morava          | Vyškov      | Eiwanowitz, Eiwanowitz in der Hanna |          |
| Ivanovice u Brna  | Morava          | Brno-město  | Eiwanowitz                          |          |